# 川上哲治
川上 哲治（かわかみ てつはる、1920年（大正9年）3月23日 - 2013年（平成25年）10月28日）は、熊本県球磨郡大村（現在の人吉市）出身のプロ野球選手（内野手、投手）・監督・解説者。
妻は宝塚歌劇団娘役の代々木ゆかり（在団1936年 - 1944年）。ノンフィクション作家の川上貴光は長男。

## 概要
現役時代より、「ボールが止まって見える」という名言を残すほど、その卓越した打撃技術から「打撃の神様」の異名を取り、日本プロ野球史上初の2000安打を達成した。戦時中から戦後におけるプロ野球界のスターとして活躍。終戦直後は「赤バット」を使用して川上のトレードマークとなり、「青バット」を使用した大下弘と共に鮮烈な印象を与えた。また、青田昇や千葉茂と共に第一次巨人黄金時代の打の中心選手でもあり、NPB初のベストナイン（一塁手部門）を受賞している。
監督としてもアル・キャンパニスによって定型化された『ドジャースの戦法』の実践を目指し、王貞治・長嶋茂雄らを率いて読売ジャイアンツの黄金時代を築き上げ、プロ野球史上唯一の「V9」（9年連続セ・リーグ優勝・日本一）を達成するなど「川上でなければできなかった」といわしめた功績を残し、「プロ野球界の生き神様」とまで呼ばれる伝説的な存在となった。川上のリーグ優勝回数11回は鶴岡一人と並ぶプロ野球の監督史上最多記録であり、日本一11回もプロ野球の監督史上最多記録である。野村克也、張本勲、星野仙一、落合博満をはじめ、多くの野球人に多大なる影響を与えた。引退後は、少年野球教室を開くなど、普及に努めた。
愛称は「打撃の神様」「哲」「カワさん」「ドン川上」「赤バットの川上」、長年世田谷区野沢に居住したことから「野沢のおやじさん」とも呼ばれていた。

## 経歴

### プロ入り前
元々は右利きであったが、5歳の時に砂利道で転んで右腕を負傷する。経過が悪く完治に半年ほどかかったことから、左腕を重点的に使う生活を送り、治る頃には左利きに矯正されていた。その後しばらくは左投げ右打ちだった。
幼少期に父親が博打で破産する。熊本県人吉市の大村尋常高等小学校（のちの人吉市立人吉西小学校）時代に九州大会優勝、卒業後、篤志家の援助で熊本県立工業学校（のちの熊本工業高等学校）に入学。一旦は退学し、中学済々黌（のちの熊本県立済々黌高等学校）に編入、さらに人吉中学校（のちの熊本県立人吉高等学校）を経て、熊本県立工業学校に復学。2年生の4月から左打ちに転向した。
投手として吉原正喜とのバッテリーが評判となり、夏の全国中等学校優勝野球大会へ2度（1934年・1937年）出場し、いずれも準優勝する。1937年の全国中等学校優勝野球大会の決勝戦では中京商の野口二郎と投げ合い、後にプロ野球入りして絶妙のコントロールと言われることになる野口が6四球、プロ入り後コントロール難で投手失格で打者転向する川上が無四球という、プロ野球入り後とはお互い対照的なピッチングを見せるが、3対1で敗れている。決勝戦終了後に甲子園球場の土をユニフォームのポケットに入れ、母校のグラウンドに撒いた。甲子園の土の持ち帰り第1号とされている。この時は中京商に負けたものの、優秀投手に選ばれている。また春の選抜中等学校野球大会にも1回出場（1936年）。

### 現役時代

#### 第二次世界大戦前・戦中

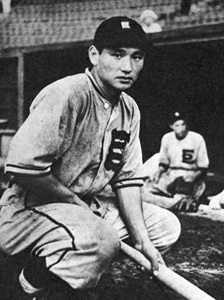
戦時中の「巨」マークが入ったユニフォーム姿の川上

卒業後、鉄道員の道を勧める父を説得して、1938年3月9日に東京巨人軍にバッテリーを組んだ吉原正喜とともに投手として入団。阪神、阪急、新球団の南海との争奪戦の末の獲得だったが、各球団の狙いは強打者でもある捕手の吉原であり、投手の川上はそのついでという扱いだったという。契約金は300円・月給110円だった。川上は巨人と契約した1週間後に南海の契約金500円・月給150円という好条件を聞き、巨人と契約したことを悔やんだという。この年の巨人は川上、吉原の他、千葉茂、内海五十雄、野村高義、岩本章、三田政夫がおり、「花の昭和13年組」として注目を集めた。
入団当時は投手として登録されていたが、プロ入り前に左腕を酷使した後遺症で制球と球威に乏しく自他共に認める「軟投派」タイプであった。当時の監督の藤本定義も川上の打撃に注目して打者として育てようと考えていたが、チームは投手が不足していたので投手も兼任させた。熊本工でバッテリーを組んでいた吉原が開幕試合で新人ながらスタメン出場し、同期の千葉が二塁手として活躍しているのを見て「早く打撃に専念すればいいが…」とこぼしていた。春シーズン（当時のプロ野球は春・秋の2シーズン制が採られていた）は川上は投手と打者の両方で起用されたが、いずれも成績は芳しくなかった。
川上が打力を買われて野手に転向したのは春シーズンが終わり、秋シーズンに入る前に行われた夏のオープン戦だった。当時の正一塁手だった永沢富士雄の怪我により、急遽一塁手として出場した試合で3安打の活躍を見せると、藤本定義監督から「ファーストミットを用意せよ」と言い渡され、川上は大喜びした。この年の秋シーズンから一塁手として定着する。翌1939年から内野手として登録されるが、1941年までは投手も兼業していた。
1939年から1シーズン制に戻り、19歳にして史上最年少での首位打者を獲得。同年は116安打・169塁打で松木謙治郎の日本記録を更新（安打数は翌年に鬼頭数雄が更に更新した）、12三塁打も当時の最多記録となった（翌年に鬼頭が更新）。75打点は景浦將を抜く戦前最多（1946年に山本一人が更新）。このシーズンの打率.338は、高卒入団の選手がプロ3年目までに達成した記録としては歴代2位。以後1940年にシーズン41長打・190塁打の戦前最多記録を放ち（1946年に長打数を藤村富美男が、塁打数を大下弘がそれぞれ更新）、1941年にも首位打者に輝いた。「投手で四番」の先発出場を3回記録しており、4月10日の南海戦では投手として出場しながら5安打を放った。10月20日の対イーグルス戦（阪急西宮球場）では当時の日本プロ野球タイ記録となる1試合12与四死球を記録（四球11死球1、5失点で敗戦投手）。1942年のシーズン終了後、徴兵のため巨人をいったん退団する。
同年10月1日、熊本の歩兵部隊に入営。1944年には甲種幹部候補生に合格、陸軍少尉に任官した。熊本工業の機械科出身という経歴から、立川陸軍航空整備学校の教官を務め、部下に丹波哲郎、虫明亜呂無、芥川比呂志がいたが、丹波と虫明は後年、著書で川上からよく殴られていたと記している。内地で終戦を迎えた川上は郷里の人吉に帰り、家族を養うために農業に専念していた。プロ野球は1946年4月からペナントレースが再開され、巨人は川上に対して選手復帰を申し立てた。しかし、川上は人吉の家族を扶養することを考え、「もし3万円貰えるなら巨人に復帰する用意がある」と伝えた。これは、プロ野球で初めて選手が球団に対して契約金を要求したことになるものであり「三万円ホールドアウト事件」とも言われる。条件を呑んでもらえたこともあり、1946年6月から巨人に復帰した。

#### 第二次世界大戦後

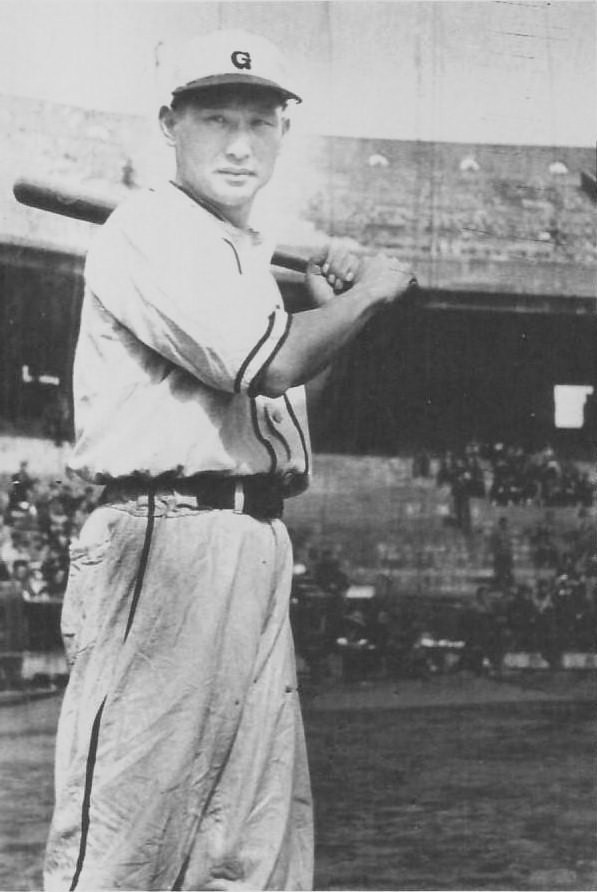
1946年

1946年8月26日の中日戦で、銀座の運動具メーカー南風運動具店からプレゼントされた赤いバットを使ってプレーした。この「赤バット」は川上のトレードマークとなり、青バットを使用した大下弘と共に鮮烈な印象を与えた。この運動具メーカーとの契約は、プロ野球選手のCM出演第1号とも言われる。赤バット・青バットは同年限りで使用を禁止されたが、ファンには強烈な印象を残した。1949年には当時の日本記録であるシーズン129打点を叩き出した(翌年に小鶴誠が更新)。また、この記録は長らく日本人左打者のシーズン打点記録でもあった(2022年に村上宗隆が更新)。
1947年シーズン途中から巨人の監督に三原修が就いた。三原はスターを重用し川上も三原を慕っていたが、一方で若手や他球団から移籍した選手は自分たちの扱いに不満を持ち、1949年シーズン終了後一部の「反三原」らの選手たちが決起して監督の三原を排斥して水原茂を擁立しようとした「三原監督排斥騒動」が持ち上がる。川上はこの動きに反対していたが、球団は選手たちの圧力に屈して三原を更迭して水原を監督に据えた。川上は水原に対していい感情を持っておらず、また水原はチームの主力選手になっていた川上を叱責するなどの確執が見られた。
当時の川上は試合終了後に宿舎で深夜まで素振りをするなど、チーム内では練習熱心で知られていた。そして1950年のシーズン途中に、多摩川のグラウンドで打撃投手を個人的に雇って打撃練習をしていたところ、球が止まって見えるという感覚に襲われた。これが「ボールが止まって見えた」という有名なエピソードである。これについては、川上本人が、ボールが止まって見えたことの経験を語るインタビューのビデオが存在する 。
1950年、シーズン2度の1試合3本塁打を記録（3月14日、4月16日）。これは1989年にラルフ・ブライアントがシーズン4度記録するまで最多記録だった。打率3割と自己最多の34盗塁を記録し、本塁打1本の差で逃したもののトリプルスリー目前の成績も残した。
1951年、サンフランシスコ・シールズの監督レフティ・オドールから、自チームのスプリングトレーニングに日本球界から数名を招待したいと申し入れがあった。監督の水原は川上を推薦したが、自分が選ばれることはないと思っていたためこの決定に驚いた。さらに、渡米してスプリングトレーニングに参加したところ、監督は練習メニューをコーチに任せたきりであとは地元の名士たちとの交流に費やしていることに驚いた。ここで川上は、アメリカ球界ではチームは監督が絶大な権力者であり、選手が監督に従うものであると学んだ。当時の日本球界では、「三原監督排斥騒動」で選手が監督を突き上げたりしたように「選手は監督と対等である」との風潮が一般的だったが、川上はこれが間違いであると実感した。キャンプを終えて帰国してから川上は水原に対する態度を変えて、水原に対して極めて協力的になった。

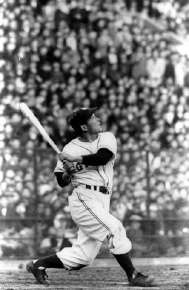
1951年

1951年には打率.377を記録。これは1986年にランディ・バース（阪神）が.3885を記録するまでセ・リーグ記録であり続け、1989年にウォーレン・クロマティが.378を記録するまで球団記録だった。また規定打席到達者による年間三振6（424打席）の最少三振タイ記録も達成した。巨人は第二次黄金時代に入り、千葉・青田や与那嶺要らと共にチームを支えた。
1953年4月26日、日本プロ野球史上初の1500安打を達成した。1241試合での到達は松井稼頭央の1233試合、アレックス・ラミレスの1236試合、レロン・リーの1237試合に次ぐ速さである。

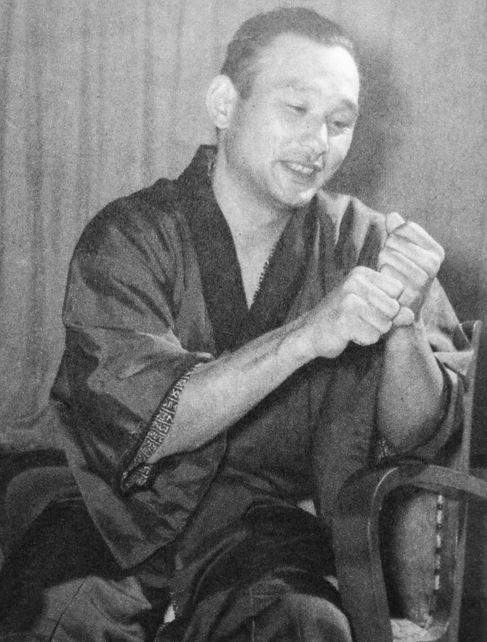
1955年

敬遠の記録が取られ始めた1955年、セ・リーグの初代最多敬遠となった。この年の34敬遠は2021年現在も歴代6位で、日本記録としては長嶋茂雄に破られるまで6年間保持していた。

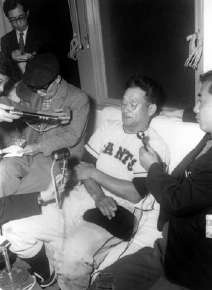
現役引退を表明する川上（1958年10月30日）

1956年5月31日の中日戦、中山俊丈投手から日本プロ野球史上初の2000安打を達成した。この到達試合数（1646試合）は日本プロ野球最速記録である。なお、川上は大正生まれであるため、日本プロ野球名球会（1978年発足）の入会資格はない。これは野手として唯一の事例である。
1957年には1948年以来の打率3割未満に終わり（8年連続打率3割は王貞治と並ぶ歴代2位タイ）、翌1958年は「この年3割打てなかったら引退しよう」と決意するも、さらなる打撃不振に陥り、4番打者の座も新人の長嶋茂雄に奪われてシーズン後半から6番に下がった。日本シリーズは西鉄ライオンズに3連勝した後4連敗で敗れた（前々年、前年も西鉄に敗北した）。現役最後の打席は第7戦の9回裏であり、稲尾和久と対戦して平凡なレフトフライに終わっている。この試合終了後に現役引退を表明し、11月28日にヘッドコーチに就任。
1960年10月2日には、水原監督がカメラマンを暴行する事件を起こして球団から謹慎処分を受けたことに伴い、残りのシーズン公式戦は川上が監督代行を務めた。

### 監督時代
1960年オフシーズンの11月19日、水原監督の辞任に際し、監督に昇格。当時巨人は1955年以来日本一を逃しており、1960年はリーグ優勝さえ逃していた。戦力的には打撃は長嶋1人だけが頼りになる状態で、投手陣では藤田元司が肩痛を抱えるなど絶対的な柱が不在であった。
就任直後、戦力に乏しいロサンゼルス・ドジャースが毎年優勝争いをしている点に注目し、ドジャースのコーチのアル・キャンパニスが著した『ドジャースの戦法』をその教科書として、春季キャンプからその実践に入った。コーチ兼任となった別所毅彦が鬼軍曹的な役割を担い、選手たちに猛練習を課した。また、コーチとして招聘した牧野茂が中心となってサインプレーや守備のカバーリングなどを日本のプロ野球界で初めて導入していった。また、選手のプレーひとつひとつに、そのプレーの状況別の意味合いなどを踏まえながら細かい点数を付けて、チームを運営していく独自の「管理野球」を構築した。
1961年には、こうした野球が功を奏して、リーグ優勝を果たし、さらに日本シリーズでは南海ホークスを倒して日本一に輝いた。しかし、チーム打率はリーグ最低で加えて当時では珍しい20勝投手なしという戦力であった。先述の藤本定義が阪神タイガースの監督に就任すると、阪神ベンチ前に呼び出され、万座の前で采配を非難されたという。吉田義男など阪神の選手は試合中に藤本のマネをして「おい哲、しっかりせえ」と野次を飛ばした。
1961年の春季キャンプから、グラウンドから報道陣を追い出して取材規制を敷いた。1962年からはさらに徹底して行った。この徹底した情報管理をマスコミは“鉄のカーテン”に擬え“哲のカーテン”と呼んだ。川上は日本球界で初めて専属広報をおき、坂本幸夫が初めてその役を担った。川上はグラウンドの権限のみならずスカウト部長を兼任するなどチーム編成の面でも権限を掌握しており、栄養学、ランニングコーチ制の導入など新機軸を次々と打ち出していった。
また、選手時代のサンフランスシスコ・シールズのキャンプに参加した経験から、選手には監督・コーチに対して絶対服従を要求したが、コーチ兼任の広岡達朗は歯に衣着せぬ性格であり、川上の「体で覚えろ」的な練習方針に反発していた。1964年、広岡は週刊ベースボールで手記を連載したが、川上はこれに「監督批判」を感じ取って連載を中止させた。さらに同年8月6日の対国鉄戦で、0－2とリードされた7回表で三塁走者の長嶋が本塁盗塁を敢行して失敗。長嶋を咎めなかったベンチを広岡はこれを川上が自分の打撃を信用していないと感じて激怒して、次の球を三振してバットを地面に叩きつけ、そのまま球場から去って帰宅した。
川上はこの一連の行為を監督批判として広岡を他球団へトレードしようと決意する。そのシーズン終了後に広岡は自分がトレードされることが分かると、オーナーの正力亨に対し「トレードされるぐらいなら巨人の広岡として終わらせてほしい」と直訴する。しかし亨は父の正力松太郎に報告すると、松太郎は「打撃面を強化して残れ」と激励され、トレードは破算となった。しかし、一連の動きは先述のマスコミに対する川上の態度を疎んじていたマスコミの格好のターゲットとなりマスコミは広岡を支持し、さらにスポーツ紙に川上が広岡残留を苦々しく思っていることを吐露した記事が報道されると川上はマスコミの攻撃にさらされた。川上にとっても、子供が学校でいじめを受ける、夫人がストレスで大病を患うという苦痛を味わうことになるが、川上は松太郎に会って事情を説明して信頼は保持することに成功した。
しかし広岡との確執はこの後も続く。広岡が引退し解説者として、フロリダ州ベロビーチのジャイアンツキャンプの取材に来た時、川上は広岡の取材を禁止し「広岡とは口をきくな」と選手に命じた。広岡はこの川上の処置に対し、文字通り殺意を感じるほどの激怒を感じたという。しかし両者は次第に和解していき、対談を交わすほどに互いを認めるようになった。1980年代に入ってからは、広岡が監督を務めている西武ライオンズに投手コーチとして宮田征典を推薦するなど、両者のわだかまりは完全に消えていた。
後年、川上は著書『遺書』で広岡について「一言でいえばひらめきの人。どんな立場でも自分の能力を最大に発揮していくことのできる人間。低迷して打つ手がなくなっているようなチームの監督に一番向いている人物」として広岡の指導者能力を高く評価し、広岡も「長期的な強豪チームにしたという意味では川上さんはジャイアンツ随一の監督だった」と川上の手腕を認めていた。
巨人軍監督就任5年目を迎えた1965年1月18日に川上は背番号を「16」から「77」に変更することを発表した。「77」を選んだ理由について川上は「ラッキー7が並ぶのが良い」というゲン担ぎと、その当時に人気を博し、川上自身も好んで視聴していたTBSテレビの海外テレビドラマ『サンセット77』の人気にあやかったことを明かしている。
戦力が整った1965年以降、巨人は1973年まで9年連続リーグ優勝と日本一のいわゆる「V9」を達成した。この時期には管理野球は更に進化し、「人間教育」の分野にまで踏み込んでいた。この間、城之内邦雄や中村稔、宮田征典、渡辺秀武、黒江透修の台頭や、新人選手で堀内恒夫、土井正三、末次利光、高橋一三、高田繁、関本四十四、倉田誠らの若手が主力選手として支え、加えて、B級10年選手制度で金田正一を獲得したのを始めとして、トレードで関根潤三、田中久寿男、高倉照幸、森永勝也、柳田利夫、広野功、富田勝、高橋善正ら他球団の有力選手を獲得してレギュラー選手たちを刺激し続けた。特に捕手の森昌彦に対してはアマチュア球界の即戦力級の有力選手として大橋勲や槌田誠、阿野鉱二らを次々に獲得していき、安住を許さなかった。
巨人が連覇を続け、さらに王・長嶋が活躍してタイトルを独占するという状況が続くと、これに飽きてきたファンやマスコミから、巨人が勝ち続けることへの不満が高まっていった。川上はこうした批判を次第に気にし始めており、V6を達成した1970年には監督からの退任も決意している。ファンやマスコミからは長嶋茂雄が次期監督となることへ期待が高まっていった。川上の方も、長嶋に対して監督としての教育を施そうと考え1972年からコーチ兼任とし、後楽園球場のロッカールームを首脳陣の使うロッカーに移して監督会議にも出席させている。1973年10月には、川上は長嶋に対して現役を引退して監督へ就任するよう勧め、自分も監督を退任しようとした。しかし、長嶋は現役生活に拘り翌年も選手生活を続けたいと直訴し、川上もこれを受け入れたため、長嶋の現役続行と川上の続投となった。
1974年、7月9日の大洋戦で平松政次の投じたシュートが河埜和正に当たった判定で審判の平光清への暴力行為があったとして、生涯唯一の退場処分を受けた。長嶋はシーズンを通じて打撃不振に喘ぎついに引退を決断、そしてチームもリーグ10連覇を逃し、メジャーリーグ・メッツを招いて行われていた日米親善野球最終戦（11月20日静岡県・草薙球場）の試合終了後に監督を勇退する旨を正式に表明した。翌21日には本拠地・後楽園球場内で新監督・長嶋とオーナー・正力亨が同席し記者会見が行われた。理想は、10年連続日本一を区切りに退任することであった。

### 退団後
55歳の誕生日だった1975年3月23日、「10年選手制度」を利用する形で阪神とのオープン戦（後楽園球場）を引退試合として実施。代打として出場した川上は江夏豊との対戦でライトフライに倒れた。
監督退任後は球団専務に就任したが、川上を煙たがり、現場から遠ざけることを望んでいた当時の正力亨オーナーの意向で少年野球担当に回され、1975年12月25日わずか1年で退団。翌1976年からはNHKの野球解説者に就任。
川上の後を受けた長嶋は1975年に球団史上初めて最下位に転落し、同年シーズンオフにはトレードで張本勲、加藤初を獲得して戦力を補強し1976年、77年とリーグ優勝を達成した。しかしいずれも日本シリーズでは阪急ブレーブスに破れ日本一はならなかった。チームも依然としてV9を支えたベテランが主力で、V9と比べるとチーム力の低下が明らかとなった。前監督の川上も「勝つことにこだわりすぎて次世代の戦力を整備してこなかった」と批判されるようになった。
1978年10月、西武ライオンズが誕生。球団オーナーの堤義明は、NHKで解説者をしていた川上に社長の座を用意したが実現しなかった。
1980年の巨人はペナントレース序盤から優勝争いから脱落し、球団史上初めて「3年連続V逸」が濃厚となっていった。8月に『週刊文春』の青田昇、牧野茂、国松彰、藤田元司らとともに巨人の現状をOBの立場から叱責するという趣旨の座談会で、「次期監督は藤田もありうる」などと発言し大きな反響を呼んだ。同年は3位となり1980年10月21日巨人は「長嶋が辞任を申し立て、次期監督に藤田が就任する」と発表したが、当日スポーツニッポンが「長嶋解任」と報道しファンは球団による解任と受け止め、上記発言から川上が長嶋解任の黒幕であると見做された。しかし、川上本人は同年末に『サンデー毎日』の取材に答えて「黒幕説」を強く否定している。長嶋と川上の不仲はこの件で決定的になったとされる（後に和解）。
長嶋の退任後、1981年には『悪の管理学』を発表しベストセラーになる。同書は野球と経営術を絡めたビジネス本の嚆矢である。
また、巨人の球団専務時代から「子供たちに正しい野球の仕方」について教えることにも情熱を傾け、NHKの解説者に就任した後も夏休みに開催された「NHK少年野球教室」の主任講師としても20年以上に渡って活躍した（詳細後述）。
1985年からは日刊スポーツ野球評論家も務めた。

### 晩年
1991年、人吉市より名誉市民表彰を受けた。
晩年は高齢のため、NHKの解説の第一線からは退いたが、しばしばJ SPORTS STADIUMに特別ゲスト解説で出演した。巨人軍監督在任中だった1965年に野球殿堂入りしている。1999年3月17日、生誕地の熊本県人吉市に川上哲治記念球場が完成。後年は鶴岡一人とともに球界に強い影響力を持ったことから「ドン川上」と言われた。退任後の1992年、勲四等旭日小綬章受章。同年秋には野球界から初の文化功労者に選ばれた。
2004年4月2日、巨人軍球団創立70周年記念と銘打った、東京ドームでの阪神との開幕戦で始球式を務めたほか、2007年6月8日、巨人軍通算5,000勝記念イベントとして行われた「栄光のV9シリーズ」初日の巨人対楽天戦で東京ドームのグラウンドに姿を見せた。また、2009年9月25日に死去した土井正三の葬儀では弔辞を読み捧げた。この土井の葬儀が、川上が公の場に姿を表した最後となった。
2013年10月28日、老衰のため、東京都稲城市のよみうりランド慶友病院で死去した。93歳だった。戒名は「大徹院赤心哲山居士」。墓所は東京都世田谷区野沢の龍雲寺にある。春先に自宅で転倒して肋骨を骨折したことをきっかけに持病の心臓病が悪化し、急激に老衰の症状が進んでいたという。死去が判明した10月30日、日本シリーズ第4戦・巨人対楽天で監督・コーチ・選手全員が喪章をつけ、試合前にVTRの上映と黙祷が行われた。

## 選手としての特徴

### 打撃
剛速球で低く鋭い当たりを飛ばす打撃スタイルで、ライナー性の打球が多いラインドライブヒッターだった。のちに広く用いられている「弾丸ライナー」という言葉は、大和球士が川上の鋭い打球を「弾丸ライナー」と名付けたことに由来する。通算打率.313は、7000打数以上の選手中では張本勲に次いで歴代2位に位置する。
現役時代の晩年は腰が回らなくなり、全盛期とは反対にテキサスリーガーズヒットが多くなったため、「テキサスの哲」とも呼ばれていた。
二塁打を408本記録している。

### 守備・走塁
打撃では超一流の実力を示したが、一塁手の守備に関しては「捕れないものは最初から捕りに行かない」という傲慢な態度をとり、チームメイトからは不評を買っていた。当時のチームメイトで二塁手を務めていた千葉茂は、「一塁のすぐ横のゴロまで儂が取らなきゃならなかった」「ほんのちょっと送球が高いと、奴（川上）はもう背中を向けているんよ。『これは捕れない』と悪送球を拾いに行くのさ。ジャンプして捕ろうという気がないんだね」と発言している。遊撃手だった広岡達朗も川上の守備について何度となく苦言を呈していた。なお、監督になってからは、先述のドジャースの件で選手の守備能力の大切さに気づき、土井正三、高田繁ら守備力に優れた選手を重用している。
通算220盗塁と2021年時点でプロ野球歴代4位の記録である通算99三塁打を記録している。「重戦車」とあだ名されるほど足が遅かったが、当時はクイックモーションなどの盗塁対策が普及されておらず、好打者からすれば守備の緩慢さが目立っていたこともあり、三塁打を狙いやすい状況であった。ただし、盗塁に関しては1947年からは自身の投手時代のノウハウを活かして、投手のクセを盗んだりバッテリーの隙を突いたりすることで足の遅さを補い、以前とは別人のように、隙あらば盗塁を仕掛けるようになった努力もあった。1950年には自己最多の34盗塁を記録し、本塁打1本の差で逃したもののトリプルスリー目前の成績も残している。

## 特筆

### 人物
終戦後、神戸の実家に疎開していた身重の妻を見て、食料を自給自足でつくるために故郷の熊本に帰ることを決意する。その後、故郷熊本の人吉で、重い肥桶をかついで、一日に2キロの道中を12,3往復していた。
広岡達朗との確執が有名だが与那嶺要とも確執があったことも有名である。与那嶺とは現役時代は首位打者をめぐったライバルであり、川上が監督となったときには与那嶺は成績が急降下したこともあり戦力外通告をして与那嶺をチームから放出した。このことから与那嶺からは憎まれており、この経緯から与那嶺が次に入団した中日ドラゴンズではチームメイトに「川上ではなく哲と呼べ」と厳命するほどであった。
球界OBの中でも大のゴルフ好きとして知られ、日本レフティーゴルフ協会（左利きゴルファーの同好会）の名誉会長を務めていた（以前は会長だった。川上後の会長職は国松彰が務めていた）。V9時代、キャンプ中の指揮を牧野ヘッドコーチに任せ、専らゴルフに興じていたという。晩年まで週刊ゴルフダイジェストでコラム「日々、ゴルフ惚け」を連載していた。2007年2月23日には、日本プロゴルフ協会から、小林旭・羽佐間正雄らとともに名誉会員に認定された。
大食漢としても有名であった。選手や監督の時、移動途中の一時停車の駅で必ず立ち食い蕎麦やうどんを間食で平らげるのは有名だった。しかしそんな川上でも、王貞治の大食漢ぶりには「とても敵わん」と降参したという。
ストレス解消法として『石磨き』を行っていた。報知新聞で巨人軍担当記者だった瀬古正春（作家：新宮正春）によれば、巨人軍監督時代の川上は旅行バッグの中に電動グラインダーと石を一個入れ、遠征先の宿舎の自室でグラインダーや紙鑢などを使って一心不乱に石を磨き続けていたという。
「球際」という言葉は、相撲の「土俵際」から思いついた川上の造語であり、「チームプレー」という言葉も川上の造語である。
この時代に生まれた人物としては珍しく、自動車免許を持っていた。1955年（昭和30年）4月30日には、後楽園球場の近くにある本郷3丁目交差点にて自動車を運転中、道路わきの安全地帯の縁石に突っ込んで自動車前部を大破した。運転していた川上は軽い打撲で済んだが、同乗していた平山菊二は右目の下を6cm切る裂傷を負ったという。
堀田力とともにさわやか国民会議の発起人である。また1994年には、同年に設立された日本プロ野球OBクラブの初代会長を務めた。
「巨人キラー」という言葉を嫌っていた。「この投手は巨人キラー」と発言するアナウンサーがいると、「巨人はそれ以上に（巨人キラーとされている投手を）叩いているから巨人キラーはいない」と答えている。
1971年の新人王を獲得した関本四十四によれば、川上は「投手は120から130球、ボール球を投げても完投できる可能性があるんだ」と常に励ましていたという。
優れた打撃選手としてプライドが高い一面があったようであり、打撃の教育に関してはイエスマンを集めているところがあった。王貞治にも自分の打撃論をおしつけたことがあったが、ホームランバッターとして大成していた王は川上の意見を取り入れず、王の事を不快に思っていた。
チームメイトの時期があった青田昇は、現役時代の川上が親しく話せる数少ない人物であった。青田は川上について、「非常に人見知りが激しいが、親しくなればとことん自分をさらけ出してくる人」と自著で語っている。
丹波哲郎は「軍隊時代に上官だった川上からリンチを受けていた。終戦後に川上が『あのときは仕方なかった』と頭を下げて廻り、巧みな処世術をする川上を見たとき、川上の本性がわかった」と述べている。
王貞治は川上のことを「野球だけでなくゴルフでも麻雀でも、とにかく勝つまでやる人であった」と評しており、「大変な負けず嫌いであり、勝つまでやるから、絶対に負けなかったと、その勝利に対する凄まじい執念があったから、V9を達成できた」とも述べている。
1973年3月22日に、1970年ドラフト1位湯口敏彦投手が精神科病院で変死した。 うつ病で入院していた湯口だが、発症の原因は川上監督の罵声と中尾碩志投手コーチの鉄拳制裁であった。 また、湯口の死に際してのコメントも弔意を全く表すものではなく、逆に「女性を隣りに乗せての交通事故死でなくて良かった。」というもので、マスコミは巨人の体質を批判し、1973年ドラフトではドラフト1位選手を含む4選手が巨人入団を拒否した。この詳細は湯口事件を参照。

### その他
現役時代のオフの過ごし方として、禅寺への修業があった。兵役中に同僚だった玉城康四郎の坐禅姿を見て関心を持ったという。また、僧侶達がたくあんを音を立てずに食する様子に興味を持ち、その作法を（僧侶達には直接聞かずに）動作を見て会得した。
沢村栄治及びヴィクトル・スタルヒンの現役時代を本当の意味で知っていて証言できる人物は、チームメイトであった川上を含めほぼ鬼籍に入った。沢村、スタルヒンは共に剛速球投手として知られており、時代が経ってもそのスピードについて議論されることが多い。良く議論の的になるのは沢村の方であるが、千葉茂と川上は共に「スタルヒンのほうが球は速かった、160km/h出ていたはずだ」という共通した見解を示している。さらに川上は、「スタルヒンの横で投げると、自分の方が球が遅く見えるので、スタルヒンと一緒に投球練習するのを沢村は嫌がっていた」と証言している。ただし川上も千葉も入団は1938年であり、沢村の徴兵（1938年）前の全盛期時代（1936〜37年）の球は見ていない。
川上は『打撃の神様』という称号について、「“打撃の神様”の称号は自分ではなく、榎本喜八が最も相応しい」と語っている。1968年7月、榎本は右翼線へ二塁打を放って通算2000本安打を達成し、控え室で報道陣のインタビューを受けたが、その際に赤い袋に入った1通の祝電が届いた。差出人は川上であり、榎本が他球団で別のリーグの選手であるにもかかわらず、川上は即座に榎本へ祝福を送ったという。沢木耕太郎は著書『敗れざる者たち』（1979年）の中で、「川上は、自分に似て不器用な一塁手であり、しかも努力の才によって天才となったこのバッター（榎本）を、かつての自分に重ね合わせるように見ていたのかもしれない」と記している。
赤バットについて川上は座談会において「ぼくは戦争前に赤バットを使っておったときがあるんです。終戦後は野球のファンといえば子どもだったですよ、主体が。それなら、戦前使っておった赤いのを使ってみようか、ということで、これはぼくだけの考えで、たまたま、赤く塗ったバットを使ったわけですよ。それが評判になった」「銀座になんとかいうバット屋があったんですわ。その会社がスポンサーになって、赤バット、青バットで売り出したわけです。（大下と）二人とも五千円だったか三千円だったかもらって、そのバットを使うという年間契約をしたわけです」「しばらく打ちました。一年間ぐらい。そのうち、ばからしくなってやめたんです」と語っている。
漫画・アニメの巨人の星では神がかり的な名監督として星飛雄馬、星一徹たち主人公の運命に関わっていく。原作者の梶原一騎は父方の祖父が熊本出身という縁も有って、同じく熊本出身の川上をある意味主人公以上に重要な人物として登場させたかったためである。作品内では、川上の若い頃のエピソードも多く語られている。
巨人軍専務やNHKの野球解説者になってからは、少年野球の指導に熱心に取り組んでいた。自身が健在の頃は1976年から1992年まで毎年夏休みになると『NHK少年野球教室』の番組収録を兼ねて全国各地の中学生チームを対象に基本から打撃・守備などを各項目ごとに分け、川上だけでなくNHK野球解説者だった藤田元司、高田繁、山田久志など往年の名選手も加わって指導を行っていた。その際、川上から講師をしていた各解説者に対して「子供相手に上手く教えられないなら、いい解説なんて出来んぞ」とハッパを掛けられていたという。
山藤章二は『週刊朝日』連載の「山藤章二のブラック=アングル」で、川上がNHKの野球解説者に就任したことを「およげ!哲治くん」と揶揄した。

## 詳細情報

### 年度別打撃成績
| 年 度      | 球 団      | 試 合 | 打 席 | 打 数 | 得 点 | 安 打 | 二 塁 打 | 三 塁 打 | 本 塁 打 | 塁 打 | 打 点 | 盗 塁 | 盗 塁 死 | 犠 打 | 犠 飛 | 四 球 | 敬 遠 | 死 球 | 三 振 | 併 殺 打 | 打 率 | 出 塁 率 | 長 打 率 | O P S |
| ---------- | ---------- | ----- | ----- | ----- | ----- | ----- | -------- | -------- | -------- | ----- | ----- | ----- | -------- | ----- | ----- | ----- | ----- | ----- | ----- | -------- | ----- | -------- | -------- | ----- |
| 1938春     | 巨人       | 23    | 38    | 35    | 0     | 7     | 0        | 0        | 0        | 7     | 2     | 0     | --       | 0     | --    | 3     | --    | 0     | 1     | --       | .200  | .263     | .200     | .463  |
| 1938秋     | 巨人       | 39    | 155   | 133   | 24    | 35    | 3        | 3        | 3        | 53    | 24    | 2     | --       | 2     | --    | 20    | --    | 0     | 16    | --       | .263  | .359     | .398     | .758  |
| 1939       | 巨人       | 94    | 385   | 343   | 60    | 116   | 17       | 12       | 4        | 169   | 75    | 8     | --       | 0     | 4     | 37    | --    | 1     | 19    | --       | .338  | .404     | .493     | .897  |
| 1940       | 巨人       | 104   | 446   | 392   | 51    | 122   | 23       | 9        | 9        | 190   | 66    | 7     | --       | 0     | 4     | 50    | --    | 0     | 27    | --       | .311  | .389     | .485     | .874  |
| 1941       | 巨人       | 86    | 388   | 339   | 44    | 105   | 21       | 9        | 4        | 156   | 57    | 5     | --       | 0     | --    | 46    | --    | 2     | 21    | --       | .310  | .395     | .460     | .856  |
| 1942       | 巨人       | 72    | 321   | 274   | 22    | 73    | 7        | 3        | 3        | 95    | 27    | 5     | 2        | 0     | --    | 46    | --    | 1     | 18    | --       | .266  | .374     | .347     | .721  |
| 1946       | 巨人       | 70    | 317   | 279   | 45    | 85    | 20       | 4        | 10       | 143   | 67    | 2     | 1        | 0     | --    | 38    | --    | 0     | 13    | --       | .305  | .388     | .513     | .901  |
| 1947       | 巨人       | 119   | 510   | 443   | 56    | 137   | 30       | 7        | 6        | 199   | 57    | 16    | 5        | 0     | --    | 65    | --    | 2     | 17    | --       | .309  | .400     | .449     | .849  |
| 1948       | 巨人       | 135   | 566   | 504   | 69    | 150   | 26       | 6        | 25       | 263   | 105   | 12    | 3        | 0     | --    | 58    | --    | 4     | 26    | --       | .298  | .375     | .522     | .896  |
| 1949       | 巨人       | 134   | 597   | 545   | 84    | 180   | 36       | 10       | 24       | 308   | 129   | 9     | 3        | 0     | --    | 49    | --    | 2     | 24    | --       | .330  | .388     | .565     | .953  |
| 1950       | 巨人       | 138   | 619   | 559   | 102   | 175   | 34       | 6        | 29       | 308   | 119   | 34    | 6        | 0     | --    | 56    | --    | 4     | 29    | 12       | .313  | .380     | .551     | .931  |
| 1951       | 巨人       | 97    | 424   | 374   | 74    | 141   | 27       | 2        | 15       | 217   | 81    | 14    | 6        | 0     | --    | 48    | --    | 2     | 6     | 9        | .377  | .450     | .580     | 1.031 |
| 1952       | 巨人       | 118   | 522   | 478   | 62    | 153   | 28       | 4        | 4        | 201   | 82    | 15    | 5        | 0     | --    | 42    | --    | 2     | 21    | 11       | .320  | .377     | .421     | .798  |
| 1953       | 巨人       | 121   | 518   | 467   | 74    | 162   | 26       | 6        | 6        | 218   | 77    | 22    | 8        | 0     | --    | 44    | --    | 7     | 14    | 10       | .347  | .411     | .467     | .878  |
| 1954       | 巨人       | 129   | 561   | 510   | 64    | 164   | 27       | 8        | 8        | 231   | 87    | 26    | 8        | 1     | 7     | 41    | --    | 2     | 25    | 14       | .322  | .374     | .453     | .827  |
| 1955       | 巨人       | 120   | 516   | 435   | 55    | 147   | 15       | 1        | 12       | 200   | 79    | 17    | 10       | 0     | 8     | 69    | 34    | 3     | 33    | 10       | .338  | .432     | .460     | .892  |
| 1956       | 巨人       | 128   | 542   | 490   | 54    | 160   | 23       | 4        | 5        | 206   | 67    | 16    | 13       | 2     | 1     | 46    | 22    | 3     | 36    | 10       | .327  | .388     | .420     | .808  |
| 1957       | 巨人       | 128   | 519   | 465   | 54    | 132   | 26       | 3        | 5        | 179   | 52    | 6     | 5        | 6     | 3     | 40    | 13    | 4     | 37    | 10       | .284  | .346     | .385     | .731  |
| 1958       | 巨人       | 124   | 480   | 435   | 34    | 107   | 19       | 2        | 9        | 157   | 66    | 4     | 5        | 7     | 8     | 25    | 1     | 5     | 39    | 9        | .246  | .295     | .361     | .656  |
| 通算：18年 | 通算：18年 | 1979  | 8424  | 7500  | 1028  | 2351  | 408      | 99       | 181      | 3500  | 1319  | 220   | 80       | 18    | 35    | 823   | 70    | 44    | 422   | 95       | .313  | .383     | .467     | .850  |

- 各年度の太字はリーグ最高

### 年度別投手成績
| 年 度     | 球 団     | 登 板 | 先 発 | 完 投 | 完 封 | 無 四 球 | 勝 利 | 敗 戦 | セ 丨 ブ | ホ 丨 ル ド | 勝 率 | 打 者 | 投 球 回 | 被 安 打 | 被 本 塁 打 | 与 四 球 | 敬 遠 | 与 死 球 | 奪 三 振 | 暴 投 | ボ 丨 ク | 失 点 | 自 責 点 | 防 御 率 | W H I P |
| --------- | --------- | ----- | ----- | ----- | ----- | -------- | ----- | ----- | -------- | ----------- | ----- | ----- | -------- | -------- | ----------- | -------- | ----- | -------- | -------- | ----- | -------- | ----- | -------- | -------- | ------- |
| 1938春    | 巨人      | 11    | 8     | 2     | 1     | 1        | 2     | 2     | --       | --          | .500  | 254   | 59.2     | 55       | 2           | 26       | --    | 1        | 23       | 1     | 0        | 21    | 17       | 2.55     | 1.36    |
| 1938秋    | 巨人      | 1     | 1     | 0     | 0     | 0        | 0     | 1     | --       | --          | .000  | 27    | 6.0      | 4        | 0           | 3        | --    | 0        | 4        | 0     | 1        | 4     | 2        | 3.00     | 1.17    |
| 1939      | 巨人      | 18    | 13    | 5     | 1     | 0        | 6     | 4     | --       | --          | .600  | 449   | 102.2    | 81       | 2           | 64       | --    | 2        | 54       | 3     | 0        | 46    | 27       | 2.36     | 1.41    |
| 1940      | 巨人      | 6     | 2     | 1     | 0     | 0        | 3     | 2     | --       | --          | .600  | 118   | 27.0     | 18       | 1           | 22       | --    | 1        | 15       | 1     | 0        | 7     | 3        | 1.00     | 1.48    |
| 1941      | 巨人      | 3     | 1     | 0     | 0     | 0        | 0     | 0     | --       | --          | ----  | 29    | 4.2      | 10       | 0           | 6        | --    | 1        | 1        | 0     | 0        | 9     | 9        | 16.20    | 3.43    |
| 通算：4年 | 通算：4年 | 39    | 25    | 8     | 2     | 1        | 11    | 9     | --       | --          | .550  | 877   | 200.0    | 168      | 5           | 121      | --    | 5        | 97       | 5     | 1        | 87    | 58       | 2.61     | 1.45    |

### 年度別監督成績
| 年 度      | 球 団      | 順 位      | 試 合 | 勝 利 | 敗 戦 | 引 分 | 勝 率 | ゲ ｜ ム 差             | 本 塁 打                | 打 率                   | 防 御 率                | 年 齡                   |                         |
| ---------- | ---------- | ---------- | ----- | ----- | ----- | ----- | ----- | ----------------------- | ----------------------- | ----------------------- | ----------------------- | ----------------------- | ----------------------- |
| 1961年     | 巨人       | 1位        | 130   | 71    | 53    | 6     | .569  | ―                       | 89                      | .227                    | 2.50                    | 41歳                    |                         |
| 1962年     | 巨人       | 4位        | 134   | 67    | 63    | 4     | .515  | 8                       | 102                     | .232                    | 2.47                    | 42歳                    |                         |
| 1963年     | 巨人       | 1位        | 140   | 83    | 55    | 2     | .601  | ―                       | 143                     | .247                    | 2.57                    | 43歳                    |                         |
| 1964年     | 巨人       | 3位        | 140   | 71    | 69    | 0     | .507  | 11                      | 147                     | .235                    | 3.01                    | 44歳                    |                         |
| 1965年     | 巨人       | 1位        | 140   | 91    | 47    | 2     | .659  | ―                       | 106                     | .246                    | 2.54                    | 45歳                    |                         |
| 1966年     | 巨人       | 1位        | 134   | 89    | 41    | 4     | .685  | ―                       | 114                     | .243                    | 2.24                    | 46歳                    |                         |
| 1967年     | 巨人       | 1位        | 134   | 84    | 46    | 4     | .646  | ―                       | 162                     | .265                    | 2.87                    | 47歳                    |                         |
| 1968年     | 巨人       | 1位        | 134   | 77    | 53    | 4     | .592  | ―                       | 177                     | .262                    | 3.35                    | 48歳                    |                         |
| 1969年     | 巨人       | 1位        | 130   | 73    | 51    | 6     | .589  | ―                       | 147                     | .263                    | 3.30                    | 49歳                    |                         |
| 1970年     | 巨人       | 1位        | 130   | 79    | 47    | 4     | .627  | ―                       | 131                     | .240                    | 2.46                    | 50歳                    |                         |
| 1971年     | 巨人       | 1位        | 130   | 70    | 52    | 8     | .574  | ―                       | 123                     | .253                    | 2.94                    | 51歳                    |                         |
| 1972年     | 巨人       | 1位        | 130   | 74    | 52    | 4     | .587  | ―                       | 158                     | .254                    | 3.43                    | 52歳                    |                         |
| 1973年     | 巨人       | 1位        | 130   | 66    | 60    | 4     | .524  | ―                       | 149                     | .253                    | 3.25                    | 53歳                    |                         |
| 1974年     | 巨人       | 2位        | 130   | 71    | 50    | 9     | .587  | 0                       | 159                     | .253                    | 3.05                    | 54歳                    |                         |
| 通算：14年 | 通算：14年 | 通算：14年 | 1866  | 1066  | 739   | 61    | .591  | Aクラス13回、Bクラス1回 | Aクラス13回、Bクラス1回 | Aクラス13回、Bクラス1回 | Aクラス13回、Bクラス1回 | Aクラス13回、Bクラス1回 | Aクラス13回、Bクラス1回 |

- 太字は日本一
- 1961年から1962年、1966年から1996年までは130試合制
- 1963年から1965年までは140試合制（2024年現在は143試合制）
- 日本シリーズ優勝11回は歴代最多。14年連続同一チーム監督は歴代2位タイ（他にホークスの王。歴代1位はホークス・鶴岡一人の23年）。

### タイトル
- 首位打者：5回（1939年、1941年、1951年、1953年、1955年） ※10年のブランク受賞は同賞史上最長
- 本塁打王：2回（1940年、1948年）
- 打点王：3回（1939年、1941年、1955年）
- 最高出塁数：3回（1941年、1951年、1955年）※当時連盟表彰なし、タイトル設立は1962年。
- 最多安打：6回（1939年、1941年、1947年、1953年、1955年、1956年）※獲得回数は歴代2位、6年のブランク受賞は同賞史上最長。当時連盟表彰なし。

### 表彰
- 最高殊勲選手（MVP）：3回（1941年、1951年、1955年） ※10年のブランク受賞は同賞史上最長
- ベストナイン：10回（一塁手部門：1940年、1947年 - 1949年、1951年、1953年、1955年 - 1958年） ※一塁手部門歴代2位
- 野球殿堂競技者表彰（1965年）
- 日本シリーズMVP：1回（1953年）
- 日本シリーズ首位打者賞：1回（1953年）
- 日本シリーズ技能賞：1回（1958年）
- 日本シリーズホームラン賞：1回（1952年）
- オールスターゲームMVP：1回（1951年 第1戦）
- 東京都文化賞（1987年）[54]
- 勲四等旭日小綬章（1992年）
- 文化功労者（1992年）
- 熊本県民栄誉賞（2013年）[55]

### 記録
節目の記録
- 1000安打：1949年11月10日、対南海ホークス17回戦（後楽園球場）、柚木進から ※史上2人目[56]
- 100本塁打：1950年4月29日、対中日ドラゴンズ3回戦（水戸水府球場）、6回裏に加藤一昭から左越ソロ ※史上初[57]
- 1000打点：1954年5月22日、対中日ドラゴンズ8回戦（中日球場）、石川克彦から[58]
- 150本塁打：1954年9月22日、対広島カープ22回戦（福山市民球場）、高橋千年美から ※史上6人目[59]
- 2000安打：1956年5月31日、対中日ドラゴンズ11回戦（中日球場）、8回表に中山俊丈から中前安打 ※史上初、1646試合目での達成は史上最速[60]

その他の記録
- シーズン打率.377：1951年 ※歴代8位
- シーズン打率3割以上：12回（1939年 - 1941年、1947年、1949年 - 1956年）※歴代3位タイ
- シーズン6三振：1951年 ※最少三振日本タイ記録
- 打率ベストテン入り15回：1938年秋 - 1941年、1947年 - 1957年 ※歴代3位
- 8年連続シーズン打率3割以上：1949年 - 1956年 ※歴代2位タイ
  - もし1948年にあと1本ヒットが出ていればこの年も打率3割到達となり、打率3割は1947年からの10年連続となっていた（歴代1位は張本勲の9年連続）。また、1941～1953年の期間は犠牲フライが公式記録としては認められず凡打として記録（打点は記録される）されていたため、のちの打数として数えられないルールならば、この年も3割をクリアできていた。
- 9打数連続安打：1939年4月9日 - 4月11日[61]
- 10試合連続打点：1949年4月3日 - 4月14日
- 1試合3三塁打：1939年6月21日 ※日本タイ記録。
- 1イニング2本塁打：1948年5月16日、対金星スターズ戦（評定河原球場）、1回に2ランと3ラン ※史上初[62]。
- 逆転サヨナラ満塁本塁打：1949年4月12日、対南海ホークス戦、スコアは6対5（お釣り無し）※史上初 [63]
- サイクルヒット：1954年7月25日、対広島カープ戦、前橋市民球場 ※史上11人目
- 通算猛打賞：194回 ※歴代2位
- 日本シリーズ通算打率.365（159打数58安打）※80打数以上では、歴代1位
- オールスターゲーム出場：7回（1951年 - 1954年、1956年 - 1958年）

### 背番号
- 16（1938年 - 1942年、1946年 - 1964年）※ジャイアンツの永久欠番（1965年1月18日認定）になっている。フィクションでは、漫画・アニメ「巨人の星」の主人公の星飛雄馬が着用している。
- 77（1965年 - 1974年）

## 関連情報

### 書籍

#### 自著
- 『ぼくの野球コーチ』（牧書店、牧少年少女文庫3）1958.11　全国書誌番号:45018940NDLJP:1626070
- 『野球 - 練習と試合の仕方』（成美堂出版） 1968
- 『巨人軍の鬼といわれて - わが野球人生50年』（読売新聞社） 1974　全国書誌番号:75047611
- 『川上哲治の少年野球教室 攻撃編』（学習研究社、ユアコースシリーズ23） 1976
- 『川上哲治の少年野球教室 守備編』（学習研究社、ユアコースシリーズ24） 1977
- 『V9の闘魂 - 巨人軍の鬼といわれて』（ベースボール・マガジン社） 1983.1　ISBN 4583023502
- 『常勝の発想 - 宮本武蔵『五輪書』を読む』（講談社） 1984.1　ISBN 406200951X
- 『悪の管理学 - 可愛い部下を最大限に鍛える』（光文社文庫） 1984.10　ISBN 4334700314
- 『勝機は心眼にあり - 球禅一如の野球道』（ベースボール・マガジン社） 1991.5　ISBN 4583028911
- 『川上哲治の坐禅入門 - 自分に勝ち、組織に勝ち、敵に勝つ』（ごま書房） 1992.8　ISBN 4341015176
- 『監督の条件』（読売新聞社） 1995.7　ISBN 4643950706
- 『勝つために必要な五つの方法 - V9監督川上哲治が語る「勝利の極意」』（ごま書房） 1997.6　ISBN 4341171321
- 『遺言』（文藝春秋） 2001.5　ISBN 4163576606
- 『ゴルフ狂、川上哲治 打撃の神様 ゴルフ歴半世紀の結論』（ゴルフダイジェスト社） 2006.9　ISBN 4772840680
- 『禅と日本野球 - チームワーク、指導力、育てる力 - 日本野球の礎を築いた「禅」の哲学』（株式会社サンガ） 2009.5　ISBN 4904507274

#### 評伝他
- 『弾丸児』上 苦闘編・下 白熱編（九里一平、小学館、ゴールデンコミックス） 1968　全国書誌番号:45032701
- 『覇道をゆく - 川上哲治の戦中戦後』（木村勝美、光人社） 1987.4　ISBN 4769803400
- 『父の背番号は16だった』（川上貴光、朝日新聞社） 1991.3　ISBN 4022562765
- 『打撃の神様 川上哲治』（羽佐間正雄、ワック） 2013.1　ISBN 9784898311950
- 『巨人軍V9を成し遂げた男』（羽佐間正雄、ワック） 2013.4　ISBN 9784898314036

### 出演
- 川上哲治物語 背番号16（1957年、本人役 日活）
- ミスター・ジャイアンツ 勝利の旗（1964年、本人役 東宝）
- アニメンタリー 決断・第26話『川上監督の決断』（1971年、日本テレビ）[注釈 14]
- NHKプロ野球（解説）
- NHK少年野球教室（講師）
- わたしの自叙伝「川上哲治〜球道開眼〜」（1979年6月7日、NHK）[64]

#### CM出演
- 吉木産業「キングトリスガム」（1956年）[65]
- 東邦生命（1978年）
- セキスイハイム（1980年）

### 川上哲治を演じた俳優・声優
- 信田美弘（川上哲治物語 背番号16）
- 牧真介（川上哲治物語 背番号16）
- 中村正（声）（巨人の星）
- 西田昭市（声）（侍ジャイアンツ）
- 佐々木勝彦（栄光の背番号3　長島茂雄の一番長い日）
- 須永慶（アストロ球団）
- DON（ドン川上）（笑っていいとも!他多数）
- 永島敏行（時代をプロデュースした者たち）

### 代々木ゆかりを演じた女優
- 新珠三千代（川上哲治物語 背番号16）- 妻拡子

### 記念球場
- 人吉市蟹作町字西田1531-1に川上哲治記念球場がある。